# Слизюк, Эрни
Э́рнест «Э́рни» Слизю́к (англ. Ernest "Ernie" Slyziuk; 12 марта 1920, Манитоба — 2 января 2001) — американский кёрлингист.
В составе мужской сборной США участник и бронзовый призёр чемпионата мира 1963. Двукратный чемпион США среди мужчин.
Играл на позиции второго.
Вступил в кёрлинг-клуб Detroit Curling Club (Детройт) в 1950, в сезонах 1978—1979 и 1979—1980 был президентом клуба, много лет активно занимался кёрлингом, десять раз выступал на чемпионатах США, восемь раз их команда выигрывала какую-либо из медалей. Начал заниматься кёрлингом в возрасте 12 лет.
В 1996 введён в Зал славы Ассоциации кёрлинга США (англ. United States Curling Association Hall of Fame).

## Достижения
- Чемпионат мира по кёрлингу среди мужчин: бронза (1963).
- Чемпионат США по кёрлингу среди мужчин: золото (1958, 1963).

## Команды
| Сезон   | Четвёртый   | Третий        | Второй        | Первый           | Турниры             |
| ------- | ----------- | ------------- | ------------- | ---------------- | ------------------- |
| 1957—58 | Майк Слизюк | Douglas Fisk  | Эрнест Слизюк | Merritt Knowlson | ЧСША 1958           |
| 1962—63 | Майк Слизюк | Нельсон Браун | Эрни Слизюк   | Уолтер Хабчик    | ЧСША 1963 · ЧМ 1963 |

(скипы выделены полужирным шрифтом)

## Частная жизнь
Его брат Майкл «Майк» Слизюк тоже был кёрлингистом, они вместе играли в одной команде, стали двукратными чемпионами США и выступали на чемпионате мира 1963.